# 소프트 SF
소프트 SF(영어: Soft science fiction)는 SF의 하위 장르이다. 정의는 명확하지 않으나 주로 하드 SF의 반대인 장르를 의미하거나 인류학, 사회학, 심리학과 같은 사회과학을 주로 탐구하는 장르를 의미한다. 두 유형의 소프트 SF는 주로 과학이나 공학적 성격보다는 캐릭터성의 초점을 둔다. 이 용어는 1970년대 후반에 처음 등장했으며 오스트레일리아의 문학자 피터 니콜스에 의해 유래되었다.

## 같이 보기
- SF의 정의
- 시간여행물